# Liste des arrêts de la Cour suprême des États-Unis, volume 551
Ceci est une liste des arrêts de la Cour suprême des États-Unis du volume 551 de l’United States Reports (2007) :

## Liste
- Beck v. PACE Int'l Union  (Docket No. 05-1448)
- Bowles v. Russell  (Docket No. 06-5306)
- Brendlin v. California  (Docket No. 06-8120)
- Claiborne v. United States  (Docket No. 06-5618)
- Credit Suisse Securities (USA) LLC v. Billing (Docket No. 05-1157)
- Davenport v. Washington Ed. Assn.  (Docket No. 05-1589)
- Erickson v. Pardus  (Docket No. 06-7317)
- Federal Election Comm'n v. Wisconsin Right to Life Inc.  (Docket No. 06-969)
- Fry v. Pliler  (Docket No. 06-5247)
- Hein v. Freedom From Religion Foundation Inc.  (Docket No. 06-157)
- Leegin Creative Leather Products Inc. v. PSKS Inc.  (Docket No. 06-480)
- Long Island Care at Home Ltd. v. Coke  (Docket No. 06-593)
- Morse v. Frederick  (Docket No. 06-278)
- National Assn. of Home Builders v. Defenders of Wildlife  (Docket No. 06-340)
- Panetti v. Quarterman  (Docket No. 06-6407)
- Parents Involved in Community Schools v. Seattle School Dist. No. 1  (Docket No. 05-908)
- Permanent Mission of India v. City of New York  (Docket No. 06-134)
- Powerex Corp. v. Reliant Energy Services Inc.  (Docket No. 05-85)
- Rita v. United States  (Docket No. 06-5754)
- Safeco Ins. Co. of America v. Burr  (Docket No. 06-84)
- Sole v. Wyner  (Docket No. 06-531)
- Tellabs Inc. v. Makor Issues & Rights Ltd.  (Docket No. 06-484)
- Tennessee Secondary School Athletic Assn. v. Brentwood Academy  (Docket No. 06-427)
- United States v. Atlantic Research Corp.  (Docket No. 06-562)
- Uttecht v. Brown  (Docket No. 06-413)
- Watson v. Philip Morris Cos. (Docket No. 05-1284)
- Wilkie v. Robbins (Docket No. 06-219)

## Source
- (en) Cet article est partiellement ou en totalité issu de l’article de Wikipédia en anglais intitulé « List of United States Supreme Court cases, volume 551 » (voir la liste des auteurs).